# Мушковці
Мушковці (хорв. Muškovci) — населений пункт у Хорватії, у Задарській жупанії у складі міста Оброваць.

## Населення
Населення за даними перепису 2011 року становило 100 осіб.
Динаміка чисельності населення поселення:

## Клімат
Середня річна температура становить 11,89 °C, середня максимальна – 25,61 °C, а середня мінімальна – -2,14 °C. Середня річна кількість опадів – 1034 мм.
| Клімат поселення                              | Клімат поселення | Клімат поселення | Клімат поселення | Клімат поселення | Клімат поселення | Клімат поселення | Клімат поселення | Клімат поселення | Клімат поселення | Клімат поселення | Клімат поселення | Клімат поселення | Клімат поселення |
| Показник                                      | Січ.             | Лют.             | Бер.             | Квіт.            | Трав.            | Черв.            | Лип.             | Серп.            | Вер.             | Жовт.            | Лист.            | Груд.            |                  |
| Середній максимум, °C                         | 7,69             | 8,39             | 11,40            | 15,30            | 20,20            | 24,13            | 25,61            | 25,51            | 20,96            | 16,46            | 11,27            | 7,97             |                  |
| Середня температура, °C                       | 2,78             | 3,48             | 6,48             | 10,39            | 15,30            | 19,22            | 21,82            | 21,73            | 17,17            | 12,66            | 7,48             | 4,18             |                  |
| Середній мінімум, °C                          | −2,14            | −1,44            | 1,58             | 5,48             | 10,39            | 14,30            | 18,03            | 17,91            | 13,37            | 8,87             | 3,68             | 0,38             |                  |
| Норма опадів, мм                              | 81               | 78               | 82               | 87               | 78               | 71               | 48               | 62               | 103              | 113              | 126              | 105              |                  |
| Середньомісячна швидкість вітру, м/с          | 2.61             | 2.72             | 2.88             | 2.78             | 2.48             | 2.25             | 2.24             | 2.14             | 2.34             | 2.48             | 2.87             | 2.89             |                  |
| Середньомісячна сонячна радіація, кДж/м²·день | 4888             | 7536             | 11166            | 15870            | 19811            | 22235            | 23996            | 20795            | 15339            | 9803             | 5337             | 4133             |                  |
| --------------------------------------------- | ---------------- | ---------------- | ---------------- | ---------------- | ---------------- | ---------------- | ---------------- | ---------------- | ---------------- | ---------------- | ---------------- | ---------------- | ---------------- |
| Джерело:                                      |                  |                  |                  |                  |                  |                  |                  |                  |                  |                  |                  |                  |                  |